# Shagonar
Shagonar (en ruso, Шагонар; en tuvano, Шагаан-Арыг) es una ciudad de la República rusa de Tuvá, cuyas coordenadas geográficas son, aproximadamente, 51°32′00″N 92°48′00″E / 51.53333, 92.80000.

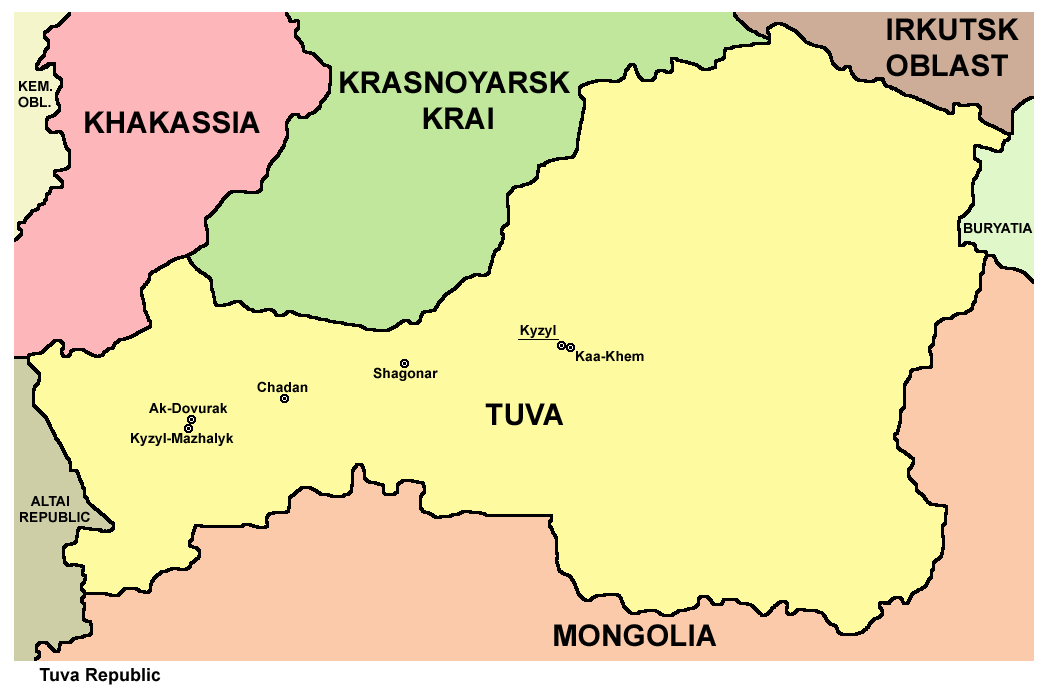
Mapa de Tuvá en el que está Shanogar

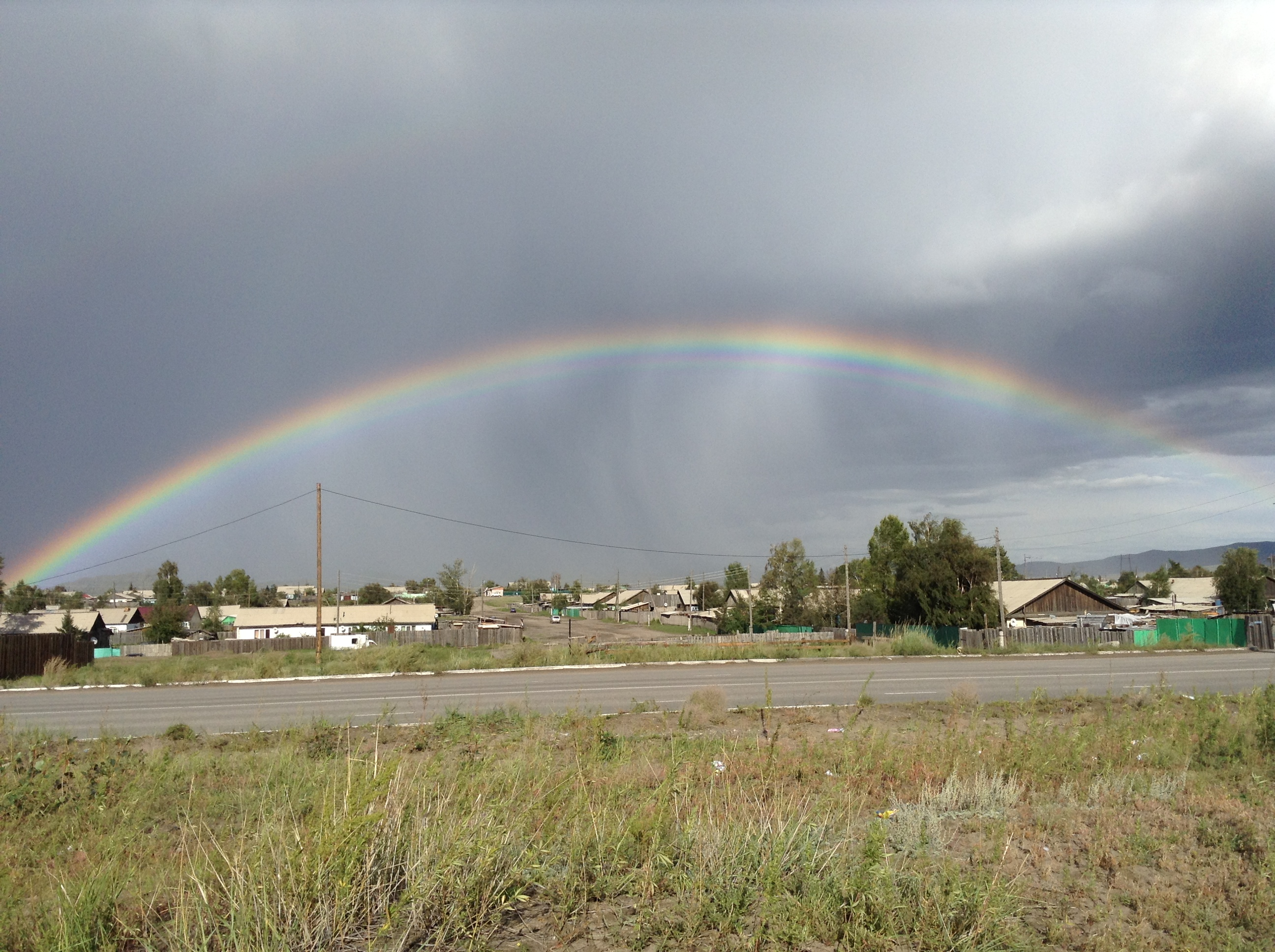
Arcoíris sobre Shanogar

Se encuentra situada en la orilla izquierda del río Yenisei, 124 km al oeste de Kyzyl, la capital de la República. Según el censo ruso de 2002, contaba con 11 008 habitantes.
El asentamiento es conocido desde 1888, si bien alcanzó su estatus de ciudad en 1945.
La primitiva ciudad de Shagonar fue cubierta por las aguas durante la década de los años setenta del siglo XX debido a la construcción de la planta de producción de energía hidroeléctrica de Sayano-Shushenskaya, por lo que fue reconstruida a siete kilómetros de su emplazamiento original.
- Datos: Q198152
- Multimedia: Shagonar / Q198152